# Rachid Mimouni
Rachid Mimouni (رشيد ميموني), född 20 november 1945 i Boudouaou, 30 kilometer från Alger, Algeriet, död 12 februari 1995 i Paris, Frankrike, var en algerisk författare, lärare och människorättsaktivist. 
Mimouni föddes hos en fattig bondfamilj. Efter studier i byn, Rouiba och Alger samt forskningsassistent vid INPDI blev han ordförande för Kateb Yacine-stiftelsen och vice ordförande för Amnesty International. Hans romaner beskriver på ett realistiskt sätt det algeriska samhället, och för sin kamp mot vad han såg som ålderdomliga och konservativa idéer hotades han av islamistiska militanter. 1993 flydde han till Frankrike för att fly inbördeskriget och alla mord på intellektuella.  1995 avled han i Paris av hepatit.